# کرتیس بوث
کرتیس بوث (انگلیسی: Curtis Booth; ۱۲ اکتبر ۱۸۹۱ – ۲۹ اکتبر ۱۹۴۹) بازیکن فوتبال اهل بریتانیا بود.
از باشگاه‌هایی که در آن بازی کرده‌است می‌توان به باشگاه فوتبال نیوکاسل یونایتد و باشگاه فوتبال نوریچ سیتی اشاره کرد.